# Rogambara dentata
Rogambara dentata är en tvåvingeart som beskrevs av Jaschhof 2005. Rogambara dentata ingår i släktet Rogambara och familjen Rangomaramidae. Inga underarter finns listade i Catalogue of Life.